# St.-Leopold-Friedenspreis
Der St. Leopold Friedenspreis wird vom Stift Klosterneuburg an zeitgenössische Künstler vergeben, deren Werke sich mit humanitären Themen beschäftigen.
Der Kunstpreis wurde auf Initiative des Abtprimas Bernhard Backovsky begonnen und 2008 erstmals verliehen. Der Name des Preises erinnert an den 1485 heiliggesprochenen Babenberger und Markgraf Leopold III. und dessen Förderung der Kunst. Das jeweilige Thema des Wettbewerbes verbindet einen religiösen Hintergrund mit humanitärem Engagement. Es wird ein Hauptpreis und zwei Anerkennungspreise vergeben und mit 12.000 Euro dotiert. Der mit 2010 begonnene Sonderpreis für Fotografie ist mit 2.000 Euro dotiert.

## Preisträger
2008 Thema Kreuzwege und Erlösung.
- Elke Punkt Fleisch mit Allzweckreinigerinnen.[2]

2009 Thema Glaube, Liebe, Hoffnung.
- Ramona Schnekenburger
- Anerkennungspreis Agnes Winzig, Eva Weiler

2010 Thema Den Armen eine Stimme geben.
- Dora Várkonyi
- Anerkennungspreis Andreas Laugesen, Marko Lipus
- Sonderpreis für Fotografie Leonard Popien

2011 Thema Gerechtigkeit schafft Frieden.
- Mariele Bergmann
- Anerkennungspreis Peter Berresheim, Ingrid Sonntag Ramirez Ponce
- Sonderpreis für Fotografie Lela Ahmadzai

2012 Thema Menschenwürde contra Zynismus.
- Marion Linke
- Anerkennungspreis Robert Fleischanderl, Stephan Popella
- Sonderpreis für Fotografie Claudia Henzler

2014 Thema Bin ich der Hüter meines Bruders?
- Peter Müller
- Anerkennungspreis Willy Puchner, Dominik Fleischmann

2016 Thema Die Macht der Gier
- Gregor Sailer
- Anerkennungspreis Frenzy Höhne, Wadim Rakowski

2023 Thema Einer trage des anderen Last
- Konstanze Trommer
- Anerkennungspreise: Ulrike Anna Schwartz, Ines Schaikowski